# Archivo de la Administración de la Comunidad Autónoma de Aragón
El Archivo de la Administración de la Comunidad Autónoma de Aragón es una archivo español de carácter administrativo del Gobierno de Aragón donde se reúne, gestiona y difunde el fondo documental producido durante el desempeño de sus funciones. Tiene su sede principal en el Edificio Pignatelli de Zaragoza.

## Contexto histórico
En el Estatuto de Autonomía de Aragón (10 de agosto de 1982) recogía en el artículo 35 la competencia exclusiva de esta autonomía sobre archivos de interés para la misma cuya titularidad no fuese estatal, así como «sobre el patrimonio cultural, histórico, artístico, monumental, arqueológico, arquitectónico y científico». Como consecuencia de estas atribuciones, las Cortes de Aragón se aprueba la ley de 28 de noviembre de 1986, también conocida como «Ley de Archivos de Aragón», donde se establece fundamentalmente «un régimen de protección para los archivos y documentos públicos y privados, sienta las bases del Sistema de Archivos y regula el acceso y difusión de los documentos constitutivos del patrimonio documental aragonés.»
Fue creado el 9 de febrero de 1993 con los objetivos de «conservar, organizar, valorar y difundir la documentación generada por la Administración del Gobierno de Aragón en el desarrollo de sus competencias.»
Desde sus inicios se mostró «como un servicio horizontal dentro de la organización ya que presta servicio a toda la administración autonómica». A diferencia de otras comunidades autónomas, el modelo de archivo central elegido se decantó por «un archivo central único para toda la organización.»

## Estructura y organización

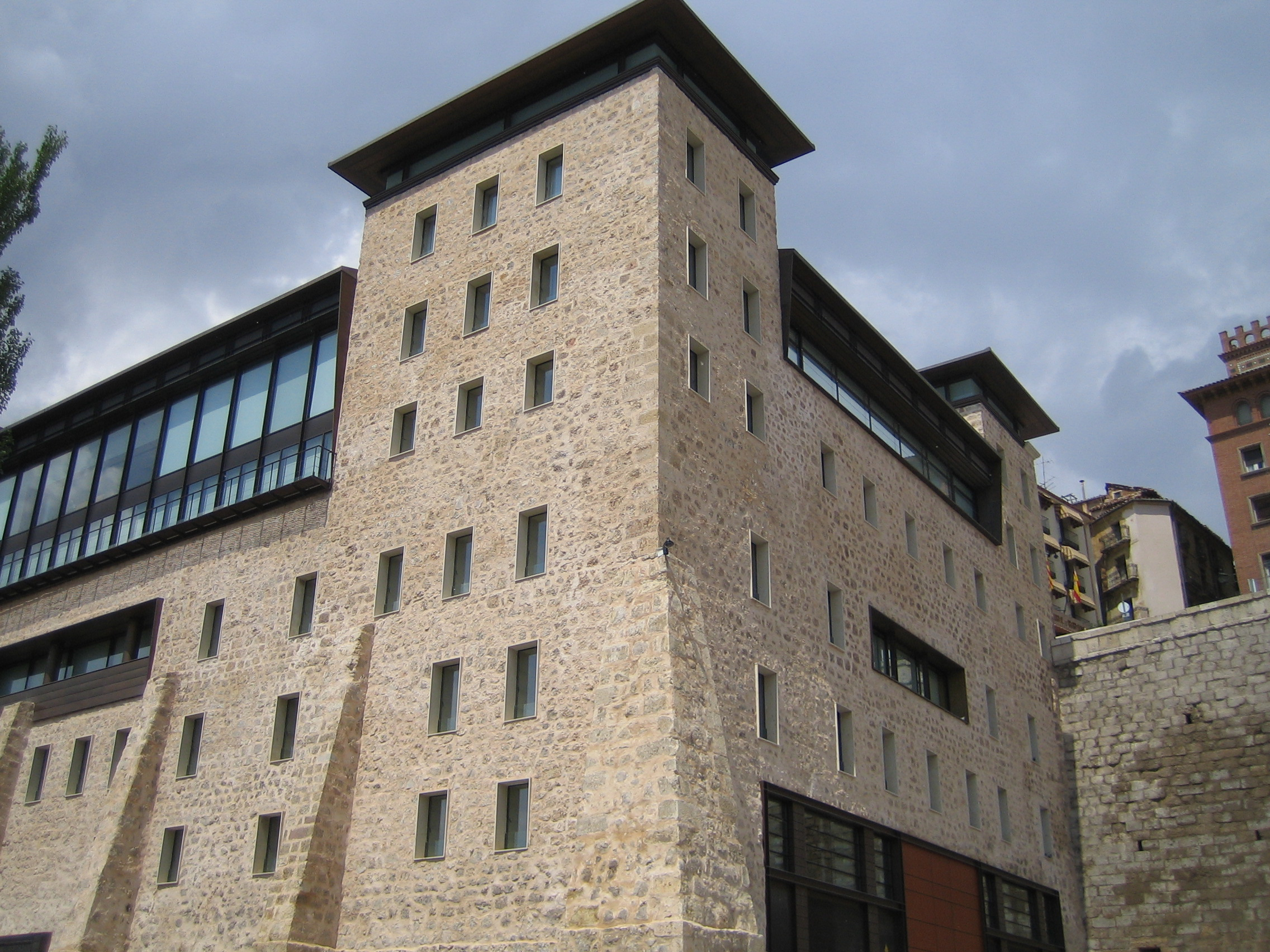
Sede del Archivo de la Administración en Teruel

Como reflejo de la propia organización territorial de Aragón la organización interna del archivo sigue la misma estructura interna: 
- En Zaragoza se establecieron 2 edificios donde depositar la documentación generada tanto por los servicios centrales del gobierno autónomo como por los servicios provinciales de Zaragoza:
  - el primero en el Edificio Pignatelli (sede del gobierno autonómico), y
  - el segundo en el llamado Edificio Maristas situado en la Plaza San Pedro Nolasco (Maristas).
- También se crearon respectivamente sendos centros de archivo en Huesca y en Teruel donde se recoge la documentación generada por las delegaciones territoriales y los servicios provinciales de las dos provincias.

La Sección de Archivo, dependiente del Servicio de Información y Documentación Administrativa, es la unidad encargada de normalizar los procedimientos de organización, descripción y valoración de la documentación.

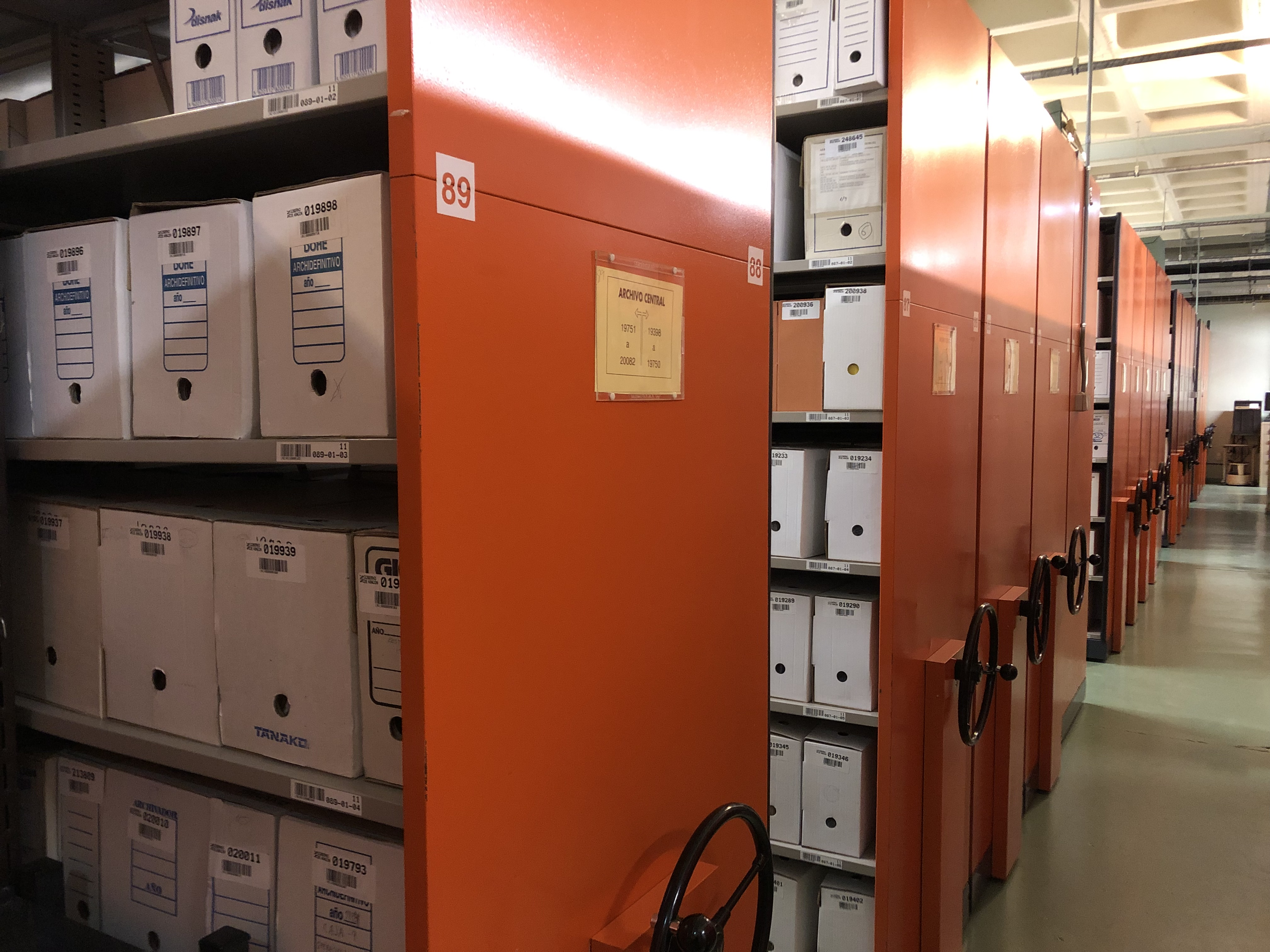
Compactus ubicado en uno de los depósitos del Archivo del Edificio Pignatelli

## Situación administrativa
Es de titularidad pública, a nivel autonómico, dependiendo actualmente del Servicio de Información y Documentación Administrativa dentro de la Dirección General de Patrimonio y Organización del Departamento de Hacienda y Administración Pública.

## Funciones y líneas de actuación

### Funciones
En el decreto de creación de la entidad se marcaron las funciones del archivo: 
«recoger, conservar, seleccionar y hacer accesibles los fondos documentales de la Administración del Comunidad Autónoma de Aragón que aunque siendo susceptibles de utilización administrativa no sean de consulta habitual.»
Dentro del sistema conformado por el Sistema de los Archivos Administrativos de la Comunidad Autónoma de Aragón, este archivo «se sitúa como coordinador de todos los centros que componen o que en un futuro formarán parte de dicho sistema.»

### Líneas de actuación
En un primer momento, respondiendo a esta función, se desarrollaron las siguientes líneas de actuación:
- Asesorar a las oficinas generadoras de documentación sobre la organización interna de tales fondos, normalizar sus series documentales, confeccionar cuadros de fondos y sistemas de ordenación.[6]
- Definir los programas de organización de fondos para establecer un orden de prioridades sobre el nivel de descripción de cada una de las series documentales.[6]
- Estudiar individualmente cada serie documental que sirva para su normalización en la descripción y de base para los estudios de la Comisión de Valoración de Documentos Administrativos.[6]
- Definir las herramientas informáticas necesarias para la automatización de todos los procesos técnicos, con el fin de mejorar la gestión de los fondos documentales, su acceso y difusión.[6]
- Preparar las sesiones de estudio de la documentación para la Comisión de Valoración de Documentos Administrativos, gestionar las comisiones y ejecución de los acuerdos.[6]
- Coordinar los centros de archivo en Zaragoza, Huesca y Teruel dependientes del Archivo de la Administración de la Comunidad Autónoma de Aragón.[6]

Posteriormente, adaptándose a las NTIC, se han definido nuevas líneas como:
- Gestionar los contenidos específicos del archivo publicados en la Intranet corporativa y en Internet.
- Colaborar en la implantación de la administración electrónica y coordinación del Sistema de Gestión Documental y Archivo Electrónico Único del Gobierno de Aragón.
- Servir de instrumento para la transparencia de la Administración y garantizar el acceso a la documentación generada atendiendo al marco normativo.

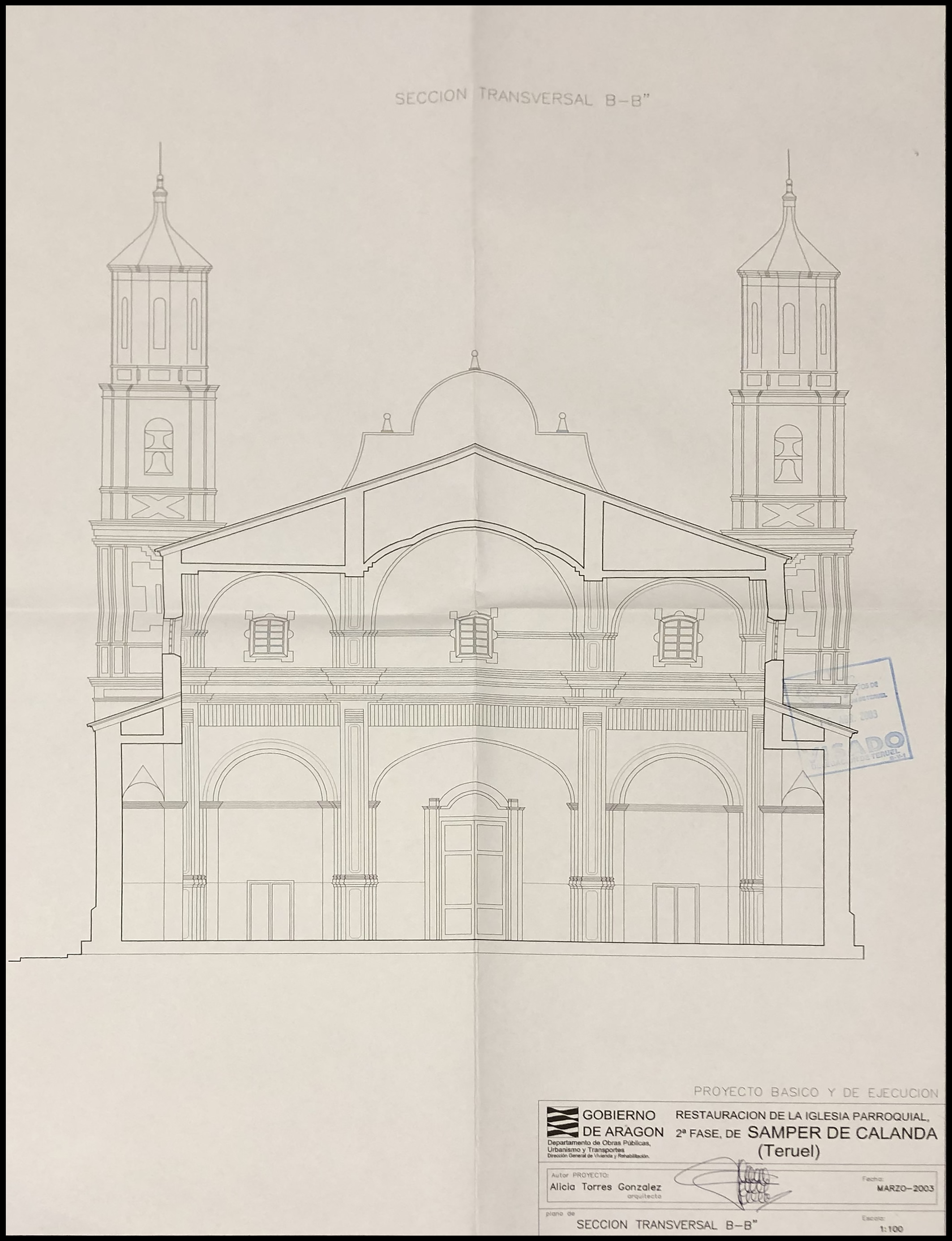
Plano de la Iglesia parroquial de Samper de Calanda (Teruel) incluido en un expediente de restauración

## Fondos documentales
El fondo documental conservado se constituye con la documentación generada por los distintos departamentos del gobierno aragonés en el ejercicio de sus competencias desde el año 1977 hasta la actualidad:
- Presidencia y Relaciones Institucionales:
  - Documentación generada bastante heterogénea de carácter fundamentalmente jurídico-administrativo.
  - Documentación sobre la actividad institucional, medios de comunicación social y publicidad institucional, régimen local, asociaciones, fundaciones, colegios profesionales, espectáculos públicos, casinos, juegos y apuestas.
  - Documentación relacionada con la coordinación de las relaciones del Gobierno de Aragón con otras instituciones y Administraciones.  Desarrollo de competencias en materia de radiodifusión sonora, televisión y telecomunicaciones por cable, o las competencias derivadas del impulso, planificación y ejecución de las políticas de igualdad de género.
  - Documentos relacionados con el ejercicio de las competencias en materia de Administración de Justicia, asesoramiento jurídico, representación y defensa en juicio del Gobierno de Aragón, de los departamentos que la componen y de sus organismos públicos.
- Industria, Competitividad y Desarrollo Empresarial: documentación derivada de la ejecución de las competencias de la actividad industrial y de apoyo a la pequeña y mediana empresa, propiedad y seguridad industrial, metrología, energía, minas; la regulación de la actividad comercial en Aragón, la promoción y fomento de la artesanía y el turismo, así como la derivada del desarrollo empresarial y la internalización de las empresas aragonesas.
- Ciencia, Universidad y Sociedad del Conocimiento: documentación derivada del desarrollo de la administración electrónica y las tecnologías de la sociedad de la información. Todo lo relacionado con investigación, desarrollo e innovación científica, tecnológica y la enseñanza universitaria.
- Vertebración del Territorio, Movilidad y Vivienda: documentación sobre la gestión de las carreteras y transportes competencia de la comunidad autónoma. Series relacionadas con las competencias urbanísticas, vivienda, mejora de la calidad de la edificación; planificación y ejecución de programas de rehabilitación y de recuperación del patrimonio de interés arquitectónico; la revitalización de cascos históricos y áreas de rehabilitación preferente. Competencias en materia de política territorial.
- Economía, Planificación y Empleo: competencias en política y promoción económica, asuntos europeos, acción exterior, trabajo y empleo.
- Hacienda y Administración Pública:
  - Además de la documentación económica propia de la Intervención y la Tesorería del Gobierno de Aragón, este departamento se ejerce las competencias en materia de contratación, expedientes patrimoniales de los bienes del Gobierno de Aragón y expedientes relativos a la organización de la institución. Expedientes derivados del ejercicio de competencias en materia tributaria: expedientes de Sucesiones, Transmisiones Patrimoniales, Inspección tributaria y valoración.
  - Documentos relacionados con la Función Pública de los empleados del Gobierno de Aragón, selección del personal y provisión de puestos, se incluye además las políticas de formación de los empleados públicos. La dirección de los programas que afecten a la ordenación, renovación y modernización de la Administración de la Comunidad Autónoma de Aragón, etc.
  - Documentación generada por la prestación de servicios de Información, Registro y Archivo.
- Educación, Cultura y Deporte: series relacionadas con la planificación, implantación, desarrollo, gestión y seguimiento de la educación en Aragón. Desarrollo de las funciones de conservación, protección y restauración del patrimonio cultural, acción cultural, política lingüística y deporte.
- Ciudadanía y Derechos Sociales: documentación que refleja las directrices del Gobierno sobre la política de Servicios Sociales, Juventud, Familia producida por Institutos propios, así como la relacionada con la defensa y protección del ciudadano en su condición de consumidor. Asume también las competencias en materia de inmigración y cooperación para el desarrollo.
- Agricultura, Ganadería y Medio Ambiente: series documentales relacionadas con la agricultura y la alimentación, entre las que cabe citar, como más significativas: mejora y modernización de las estructuras agrarias, concentración parcelaria, ordenación rural, ganadería, industrias agroalimentarias, denominaciones de origen, canales y regadíos, ferias, mercados interiores. Además, se conserva documentación en materia de gestión de las políticas derivadas de Fondos Europeos como el control alimentario y la intervención de mercados. Documentación derivada de la gestión en materia de medio ambiente y de conservación de la naturaleza y de la biodiversidad, así como la planificación y ejecución de las obras relacionadas con el ciclo integral del agua y las acciones tendentes a preservar y restaurar la calidad de las mismas
- Sanidad: documentación relacionada con la función principal de gestión y provisión de la asistencia sanitaria en la comunidad autónoma.